# Мечешть
Мечешть, Мечешті (рум. Măcești) — село у повіті Караш-Северін в Румунії. Адміністративно підпорядковане місту Молдова-Ноуе.
Село розташоване на відстані 357 км на захід від Бухареста, 64 км на південь від Решиці, 115 км на південь від Тімішоари.

## Населення
За даними перепису населення 2002 року у селі проживали 606 осіб.
Національний склад населення села:
| Національність | Кількість осіб | Відсоток |
| -------------- | -------------- | -------- |
| серби          | 488            | 80,5%    |
| румуни         | 105            | 17,3%    |
| цигани         | 12             | 2,0%     |

Рідною мовою назвали:
| Мова      | Кількість осіб | Відсоток |
| --------- | -------------- | -------- |
| сербська  | 488            | 80,5%    |
| румунська | 106            | 17,5%    |
| циганська | 12             | 2,0%     |